# Bata jezik
Bata jezik (batta, bete, birsa, demsa bata, dunu, gboati, gbwata, gbwate; ISO 639-3: bta), afrazijski jezik čadske skupine, podskupine biu-mandara, kojim govori 150 000 ljudi (1992) u nigeriskoj državi Adamawa i 2 500 u kamerunskoj provinciji North, točnije uz rijeku Benue. 
Postoji više dijalekata: zumu (zomo, jimo), wadi (wa’i), malabu, kobotachi, ribaw (ribow), demsa, garoua (garua) i jirai.

## Vanjske poveznice
- Ethnologue (14th)
- Ethnologue (15th)